# Episodi di Grey's Anatomy (sesta stagione)
La sesta stagione della serie televisiva Grey's Anatomy, composta da ventiquattro episodi, è stata trasmessa negli Stati Uniti dal 24 settembre 2009 al 20 maggio 2010 sul canale ABC, ottenendo un'audience media di 13.259.000 telespettatori, risultando al diciassettesimo posto fra i programmi più visti della stagione televisiva USA 2009-2010.
In Italia la stagione è stata trasmessa in prima visione dal 2 dicembre 2009 al 19 luglio 2010 su Fox Life di Sky.
In chiaro viene trasmessa dal 14 gennaio 2011 al 1º aprile 2011 su Italia 1 con un doppio episodio.
Sull'emittente RSI LA1 è stata trasmessa dal 1º febbraio 2010 al 27 luglio 2010.
Katherine Heigl compare in soli sette episodi, ma è accreditata tra gli interpreti principali fino al diciottesimo episodio; questo perché il personaggio di Izzie sarebbe dovuto tornare nei cinque episodi finali di stagione, ma la Heigl, a causa di tensioni di lungo corso con gli autori della serie, ha deciso direttamente di lasciare la serie facendo risultare quella del dodicesimo episodio come l'ultima apparizione in assoluto di Izzie.
Dal diciannovesimo episodio viene aggiunta al cast fisso Kim Raver nel ruolo della dottoressa Teddy Altman, da lei ricoperto a partire dal nono episodio.
Jesse Williams appare in diciannove episodi della stagione, nel ruolo del dottor Jackson Avery, uno specializzando del Mercy West; farà parte del cast fisso a partire dalla settima stagione.
Sarah Drew appare in undici episodi della stagione, nel ruolo della dottoressa April Kepner, un'altra specializzanda del Mercy West; farà parte del cast fisso a partire dalla settima stagione.
| nº | Titolo originale                            | Titolo italiano                         | Prima TV USA      | Prima TV Italia  |
| -- | ------------------------------------------- | --------------------------------------- | ----------------- | ---------------- |
| 1  | Good Mourning (part one)                    | Cordoglio                               | 24 settembre 2009 | 2 dicembre 2009  |
| 2  | Goodbye (part two)                          | Addio                                   | 24 settembre 2009 | 2 dicembre 2009  |
| 3  | I Always Feel Like Somebody's Watchin' Me   | Qualcuno mi osserva                     | 1º ottobre 2009   | 9 dicembre 2009  |
| 4  | Tainted Obligation                          | Obblighi forzati                        | 8 ottobre 2009    | 16 dicembre 2009 |
| 5  | Invasion                                    | Invasione                               | 15 ottobre 2009   | 23 dicembre 2009 |
| 6  | I Saw What I Saw                            | Ho visto ciò che ho visto               | 22 ottobre 2009   | 13 gennaio 2010  |
| 7  | Give Peace A Chance                         | Diamo una possibilità alla pace         | 29 ottobre 2009   | 20 gennaio 2010  |
| 8  | Invest In Love                              | Rischiare per amore                     | 5 novembre 2009   | 27 gennaio 2010  |
| 9  | New History                                 | Nuova storia                            | 12 novembre 2009  | 3 febbraio 2010  |
| 10 | Holidaze                                    | Conciati per le feste                   | 19 novembre 2009  | 15 febbraio 2010 |
| 11 | Blink                                       | Cambiamenti                             | 14 gennaio 2010   | 1º marzo 2010    |
| 12 | I Like You So Much Better When You're Naked | Mi piaci di più quando sei te stessa    | 21 gennaio 2010   | 8 marzo 2010     |
| 13 | State of Love and Trust                     | Amore e fiducia                         | 4 febbraio 2010   | 15 marzo 2010    |
| 14 | Valentine's Day Massacre                    | Il massacro del giorno di San Valentino | 11 febbraio 2010  | 3 maggio 2010    |
| 15 | Time Warp                                   | Come eravamo                            | 18 febbraio 2010  | 10 maggio 2010   |
| 16 | Perfect Little Accident                     | Succede tutto per caso                  | 4 marzo 2010      | 17 maggio 2010   |
| 17 | Push                                        | La scalata                              | 11 marzo 2010     | 24 maggio 2010   |
| 18 | Suicide is Painless                         | Morire non è facile                     | 25 marzo 2010     | 31 maggio 2010   |
| 19 | Sympathy for the Parents                    | Il mestiere del genitore                | 1º aprile 2010    | 7 giugno 2010    |
| 20 | Hook, Line and Sinner                       | Amo, lenza e peccatore                  | 29 aprile 2010    | 21 giugno 2010   |
| 21 | How Insensitive                             | Il giorno della sensibilità             | 6 maggio 2010     | 28 giugno 2010   |
| 22 | Shiny Happy People                          | Persone felici                          | 13 maggio 2010    | 5 luglio 2010    |
| 23 | Sanctuary                                   | Santuario                               | 20 maggio 2010    | 12 luglio 2010   |
| 24 | Death and All His Friends                   | Vivere o morire                         | 20 maggio 2010    | 19 luglio 2010   |

## Cordoglio (1ª parte)
- Titolo originale Good Mourning
- Diretto da: Ed Ornelas
- Scritto da: Krista Vernoff

### Trama
George O'Malley non è sopravvissuto dopo essere stato investito da un autobus, la sua morte porta grande disperazione fra le mura del Seattle Grace Hospital. Izzie, invece, viene rianimata dopo l'arresto cardiaco e sopravvive, ma Alex ha paura di comunicarle la notizia della morte di George. 
Ognuno affronta il dolore a suo modo: Callie piange e si dispera a tal punto da decidere di abbandonare il Seattle Grace per il Mercy West; Cristina ignora la morte di George, si concentra sul lavoro e sulla terapia di Owen che li obbliga a non copulare; Meredith non riesce a piangere, ma si distrae facendo sesso con Derek per non affrontare la perdita e il dolore.
Nel mentre arrivano in ospedale una ragazza che ha perso entrambe le braccia e una gamba in un incidente in barca durante una vacanza e un ragazzo con “dolori della crescita” che nessuno sa come aiutare.
La puntata si conclude con la riunione del Consiglio dell'Ospedale che progetta un "colpo di stato” per far licenziare Richard, e per far diventare Derek nuovo primario di chirurgia.
- Guest Star: Martha Plimpton (Pam), Debra Monk (Louise O'Malley), Shannon Lucio (Amanda), Mitch Pileggi (Larry Jennings), Zoe Boyle (Clara), Zack Shada (Andy).
- Musiche: This Sweet Love di James Tuill, Wade In The Water degli Sweet Honey In The Rock, The Fox degli O+S, Speaking A Dead Language di Joy Williams.
- Il titolo si riferisce all'omonimo brano di Kanye West.

## Addio (2ª parte)
- Titolo originale Goodbye
- Diretto da: Bill D'Elia
- Scritto da: Krista Vernoff

### Trama
Sono passati 20 giorni dalla morte di George e nessuno cambia il suo stato di depressione.
Derek cerca di parlare con Richard per fargli capire il problema dell'ospedale, Izzie scopre che il tumore si è ridotto ma è preoccupata perché Alex ha paura e non la tocca, Lexie trasloca da Mark, Meredith finalmente piange per la morte di George. Owen e Cristina dopo aver parlato durante la terapia della sera in cui lui ha tentato di ucciderla fanno finalmente l'amore e lei si rende conto che George non c'è più. Alla fine Richard Webber comunica che il Seattle Grace e il Mercy West per un periodo di tempo si fonderanno e che dovrà licenziare alcune persone.
- Guest Star: Zack Shada (Andy), Zoe Boyle (Clara), Mitch Pileggi (Larry Jennings), Shannon Lucio (Amanda), Martha Plimpton (Pam), Adam Lazarre-White (Strutturato di oncologia), Amy Madigan (Dr. Wyatt).
- Musiche: Today Has Been Ok di Emilíana Torrini, Ghosts di FanFarlo, Hologram di Katie Herzig, Gravity di Lucy Schwartz.
- Il titolo si riferisce all'omonimo brano dei Train, Kristinia DeBarge, o ancora di Miley Cyrus.
- La voce narrante del finale è corale: ogni personaggio pronuncia una frase.

## Qualcuno mi osserva
- Titolo originale I Always Feel Like Somebody's Watchin' Me
- Diretto da: Michael Pressman
- Scritto da: Tony Phelan & Joan Rater

### Trama
La fusione del Seattle Grace con il Mercy West porta agitazione nell'ospedale, causando paura per gli inevitabili licenziamenti.
Cristina cerca di conquistare la fiducia della Robbins assegnandosi in pediatria. Arizona all'inizio è entusiasta ma Callie le rivela che Cristina non è affatto appassionata alla pediatria.
Anche se il suo periodo di riposo non è ancora terminato, Izzie decide di tornare al lavoro, indossando una parrucca che le nasconde la calvizie causata dal cancro.
Alla fine della giornata Richard fa inviare delle e-mail alle persone licenziate: vengono licenziati diverse infermiere (tra cui Olivia) e quasi tutti gli specializzandi dell'anno di Lexie, tranne lei e altri tre specializzandi.
- Guest Star: Sarah Utterback (Olivia), Adrienne Barbeau (Jodie Crowley), James Frain (Tom Crowley).
- Musiche: Gossip - Pop Goes The World dei Gossip, The Chain di Ingrid Michaelson, Brown Eyes di Rachael Yamagata, In My Head di Until June.
- Il titolo si riferisce all'omonimo brano di Rockwell.

## Obblighi forzati
- Titolo originale Tainted Obligation
- Diretto da: Tom Verica
- Scritto da: Jenna Bans

### Trama
Mentre Alex Karev sta uscendo dalla roulotte per andare al lavoro, si imbatte in un orso. Lui vorrebbe tornare a vivere da Meredith, ma Izzie Stevens insiste nel voler "andare avanti". Nel frattempo, Izzie viene assegnata da Owen Hunt ad un paziente col cancro, ma durante l'operazione si scopre che il cancro è inoperabile. Izzie però convince Hunt ad operare ugualmente il paziente, ma quest'ultimo muore sul tavolo operatorio. Tornando a casa, anche Izzie si imbatte nell'orso, e si convince quindi a cambiare casa.
Thatcher Grey arriva in ospedale accompagnato da Lexie Grey, ed inizia a vomitare sangue. Si scopre successivamente che Thatcher ha bisogno di un trapianto di fegato a causa della sua dipendenza dall'alcol, ma non può riceverlo tramite l'UNOS in quanto bisogna aver smesso di bere da almeno un anno per riceverne uno in questo modo (mentre Thatcher ha smesso di bere da "soli" 90 giorni). Lexie si offre così di donare il proprio fegato a suo padre, ma risulta incompatibile, mentre Meredith evita la situazione. Lexie legge quindi le cartelle mediche di Meredith e scopre che la sua sorellastra è compatibile; le chiede quindi di sottoporsi all'operazione. Meredith, per amore di sua sorella, accetta di donare parte del suo fegato a suo padre. L'operazione va a buon fine per entrambi.
Cristina Yang non riesce ad integrarsi nel nuovo sistema ospedaliero ed ha paura di essere licenziata, ma alla fine riesce a confrontarsi con Richard Webber, minacciando di licenziarsi essa stessa se il primario non troverà al più presto un chirurgo cardio-toracico che possa insegnarle ad operare.
- Guest Star: Jeff Perry (Thatcher Grey), Ralph Waite (Irving Weller), Jocko Sims (Randy).
- Musiche: Trading Things In di The Voluntary Butlee Scheme, Come On Be Good dei Dragonette, Long Time Gone di Bachelorette, Wish You Well di Katie Herzig, Morning Mist di Sébastien Schuller.
- Il titolo si riferisce all'omonimo brano dei Community Trolls.

## Invasione
- Titolo originale: Invasion
- Diretto da: Tony Phelan
- Scritto da: Mark Wilding

### Trama
Il Seattle Grace viene letteralmente invaso dai medici del Mercy West, e inevitabilmente fra i due staff nasce la rivalità. Non mancano i colpi bassi, che ovviamente provengono da entrambe le parti. L'unica che cerca di fare nuove amicizie è Izzie, scoprendo poi che il suo "nuovo amico" si approfitta del suo buon cuore e la deride con i suoi amici del Mercy West. Dopo un errore commesso da Izzie che condanna a morte certa una donna, il Capo decide di licenziarla. Alla fine della puntata Izzie lascia Alex con un biglietto, colpevole secondo lei di non credere più nelle sue capacità di medico. Lui, non sapendo con chi parlarne, va da Cristina e Meredith che si trovano nella stanza dell'ospedale di quest'ultima.
L'episodio si conclude con un cross over nella terza puntata di Private Practice "Qui e ora", con la Bailey che si reca da Addison per salvare la paziente aggravata da Izzie.
- Guest Star: Robert Baker (Charles Percy), David Bowe (Don), Sarah Drew (April Kepner), Alexie Gilmore (Sarah), Jack Gwaltney (Frank), J.P. Pitoc (Billy), Brandon Scott (Ryan), Kathleen Wilhoite (Leslie), Jesse Williams (Jackson Avery), Nora Zehetner (Reed Adamson), Bruce French (Padre Kevin), Freda Foh Shen (Missy Grant), Héctor Elizondo (Mr. Torres).
- Musiche: The Myrmidons - Clap dei The Myrmidons, I Want You Now dei Traildriver, Your Ghost di Greg Laswell.
- Il titolo si riferisce all'omonimo brano dei Bleach.
- Cross-over con l'episodio di Private Practice Qui e ora (3x03).

## Ho visto ciò che ho visto
- Titolo originale: I Saw What I Saw
- Diretto da: Allison Liddi-Brown
- Scritto da: William Harper

### Trama
Quest'episodio è diverso da tutti gli altri: il capo convoca tutti i dipendenti e li interpella uno a uno per chiarire le modalità della morte di una paziente. Infatti al pronto soccorso giungono i feriti di un incendio in un hotel. Il caos, dovuto anche alle rivalità tra gli specializzandi del Seattle Grace e quelli del Mercy West, è inevitabile, e porta alla morte di una donna. Ogni volta che uno specializzando si trova a faccia a faccia con il primario, racconta un pezzo di storia. Man mano che gli eventi si concatenano, vengono richiamati specializzandi già interpellati per ottenere altre informazioni. Alla fine la morte sarà ricondotta a una delle nuove arrivate del Mercy West, April Kepner: essendosi distratta al momento di controllare la gola e non avendo dunque fatto le analisi alla donna, man mano che insorgevano problemi, si rimediava con metodi non compatibili con il suo problema, non diagnosticato per la svista. Essa verrà dunque licenziata all'istante. Derek però ricorda al capo che non è stata colpa di una sola persona, ma è stata colpa del caos dovuto alla fusione, all'agire indisturbato di ogni persona secondo il suo istinto e senza confrontarsi con altri. Derek, affibbiando la colpa alla fusione, fa capire al capo le sue responsabilità e i suoi sbagli dell'aver reso possibile l'unione con l'ospedale rivale.
- Guest Star: Robert Baker (Dr. Charles Percy), Sarah Drew (Dr. April Kepner), Bill Fagerbakke (Roy), Erinn Hayes (Cathy), Mitch Pileggi (Larry Jennings), Jesse Williams (Dr. Jackson Avery), Nora Zehetner (Dr. Reed Adamson).
- Musiche: Blindness dei Metric, We Will Be Dust degli All Thieves, Polaroid Solution dei Faded Paper Figures, Song From Different Times di Jack Savoretti, Out Of The Dark di Matt Hires.
- Il titolo si riferisce all'omonimo brano dei Tryambaka.

## Diamo una possibilità alla pace
- Titolo originale: Give Peace A Chance
- Diretto da: Chandra Wilson (debutto da regista)
- Scritto da: Peter Nowalk

### Trama
Il capo ha assunto un modello computerizzato per distribuire gli interventi. Derek ovviamente, a causa delle ultime varie incomprensioni con il capo, non è d'accordo sull'utilizzo della macchina.
Intanto, Isaac, un dipendente dell'ospedale, si presenta da Derek chiedendogli di operargli un tumore inoperabile. Lui inizialmente tentenna ma poi, confortato da Meredith, ancora a letto dopo l'intervento al fegato, decide di operare all'insaputa del capo. Cristina, non avendo più un mentore di cardiochirurgia e non partecipando a un intervento al cuore ormai da molto tempo, comincerà sempre di più a perdere fiducia in sé stessa. Nel frattempo, Alex, affranto dalla partenza di Izzie, si conforta con Reed, la nuova specializzanda del Mercy West, che sembra provare molta attrazione per Alex. Alla fine Isaac, il paziente di Derek, supera l'intervento con successo senza perdere l'uso delle gambe. Izzie, invece, non si presenta all'appuntamento con Alex. Richard licenzia Derek che però rimanda la questione al giorno dopo.
- Guest Star: Nora Zehetner (Dr. Reed Adamson), Jesse Williams (Jackson Avery), Faran Tahir (Isaac).
- Musiche: "Moon and Moon" by Bat for Lashes.
- Riferimento del titolo: Il titolo si riferisce a una canzone di John Lennon.
- La voce narrante dell'episodio è quella di Derek Shepherd.

## Rischiare per amore
- Titolo originale: Invest In Love
- Diretto da: Jessica Yu
- Scritto da: Stacy McKee

### Trama
Alex è alle prese con un bambino prematuro e, nel frattempo, l'attrazione di Reed verso Alex cresce, cominciando a stare sempre più vicino a lui che, però, la rifiuta. La Bailey lo incoraggia dicendogli che sembra molto portato per la pediatria. Arizona è alle prese con un bambino di 10 anni in fin di vita che cura da tempo i cui genitori decidono, nonostante tutto, di fare all'ospedale una donazione di 25 milioni di dollari. Callie non è di gran conforto ad Arizona per la perdita del bambino e cerca di farsi perdonare organizzandole una festa a sorpresa per il suo compleanno.
Durante i festeggiamenti Avery prova a baciare Cristina, per cui ha un'infatuazione da tempo; nonostante lei abbia appena discusso con Owen, si tira indietro dicendogli di essere già impegnata con Owen.
- Guest Star: Jesse Williams (Dr. Jackson Avery), Nora Zehetner (Dr. Reed Adamson), Mitch Pileggi (Jensen Ackles), Robert Baker (Dr. Charles Percy), Erica Gimpel (Bethany Anderson), Khamani Griffin (Wallace Anderson), Alanna Masterson (Hillary Boyd), Derek Webster (Paul Anderson).
- Musiche: "Gold, Guns, Girls" di Metric, "Her Rotating Head" di Bachelorette, "Breathe" di Cinematic Orchestra, "High Green Grassl" di Sebastien Schuller, "North By North" di Faded Paper Figures, "Before it Breaks" di Brandi Carlile, "Everything All At Once" di Correatown.
- Riferimento del titolo: "Invest in my love" di Janina Gavankar

## Nuova storia
- Titolo originale: New History
- Diretto da: Rob Corn
- Scritto da: Allan Heinberg

### Trama
Quando Meredith fa ritorno all'ospedale, anche Izzie torna perché un professore a lei caro ha problemi di salute e cerca di farlo visitare da Derek. Il suo ritorno stravolge un po' tutti ma Alex sembra impassibile. Nel frattempo Owen cerca di sollevare l'umore di Cristina procurandole un "Dio cardiochirurgo" che in realtà è una lei, ex collega di Owen dei tempi dell'Iraq, e sembra anche che abbiano un trascorso sentimentale. Cristina inizialmente non rimane molto colpita, ma durante la giornata si rende conto di avere davanti un grande medico.
Adele viene in ospedale a cercare il marito, che non dorme a casa da giorni; sospetta abbia una storia. La Bailey incomincia a far caso al comportamento del capo; amante o meno, ha in effetti dei comportamenti strani. Si scopre poi che Richard ha ripreso a bere.
- Guest Star: Kim Raver (Dr. Teddy Altman), Jesse Williams (Dr. Jackson Avery), Joel Grey (Professor Singer), Robert Baker (Dr. Charles Percy), Nora Zehetner (Dr. Reed Adamson), Steven W. Bailey (Joe), Loretta Devine (Adele Webber).
- Musiche: "Sunny Day" by Joy Williams, "Vertical Rhythm" by Gossip, "End of All Time" by Stars of Track and Field, "In Spite of Me" by Greg Laswell, "Poison & Wine" by The Civil Wars.
- Riferimento del titolo: il titolo si riferisce a una canzone dei Verbow.

## Conciati per le feste
- Titolo originale: Holidaze
- Diretto da: Robert Berlinger
- Scritto da: Krista Vernoff

### Trama
Dal giorno del ringraziamento a Natale e Capodanno, Miranda riceve la visita di suo padre, William, che disapprova le scelte da lei compiute ultimamente. Intanto, Mark e Lexie devono affrontare l'arrivo sconvolgente di una donna del passato di lui, sua figlia. Thatcher Grey si interroga sul recente comportamento del Capo quando Meredith prende le sue difese, e comincia a capire che ha ricominciato a bere. Infine Cristina sospetta che c'è o c'è stato qualcosa tra Owen e Teddy.
- Guest Star: Kim Raver (Dr. Teddy Altman), Jesse Williams (Dr. Jackson Avery), Leven Rambin (Sloan Reilly), Jeff Perry (Thatcher Grey), Frankie Faison (William Bailey), Danielle Panabaker (Kelsey), Hillary Tuck (Julie Jacobsen), Nathan West (Mike), Steven W. Bailey (Joe), James Nardini (padre angosciato).
- Musiche: "Let It Snow" dei Cast, "Silent Night" di Sara Ramírez, "Have Yourself a Merry Little Christmas" dei Coldplay, "Drummer Boy" dei Jars of Clay, "Awakening" di Sebastien Schuller, "Snowfall" di Ingrid Michaelson.
- Riferimento del titolo: il titolo dell'episodio si riferisce alla canzone dei Mansions.

## Cambiamenti
- Titolo originale: Blink
- Diretto da: Randy Zisk
- Scritto da: Debora Cahn

### Trama
Prima parte di un crossover tra Grey's Anatomy e Private Practice.
Mark chiama Addison (Kate Walsh) a Seattle per farle eseguire un'operazione rischiosa su sua figlia incinta, Sloan, che intanto comincia a creare tensioni tra suo padre e Lexie, fino a portare a una rottura tra i due. Owen mette in dubbio la decisione di Teddy, quando assegna a Cristina un intervento delicato, e i sospetti di Derek nei confronti del Capo sono incrementati quando questi recluta Meredith per assistere a un intervento ad alto rischio.
Teddy decide di lasciare l'ospedale per non interferire nel rapporto fra Owen e Cristina, ma lei la prega di rimanere; ha bisogno di qualcuno che le insegni la cardiochirurgia, anche se dovesse significare perdere Hunt.
- Special Guest Star: Kate Walsh (Dr. Addison Forbes-Montgomery)
- Guest Star: Kim Raver (Dr. Teddy Altman), Cynthia Stevenson (Ruthie), Robert Baker (Dr. Charles Percy), Nora Zehetner (Dr. Reed Adamson), Leven Rambin (Sloan Reilley), Sinqua Walls (Tom Kates).
- Musiche: "Play" by Correatown, "Breaking News" by Jack Savoretti, "Hawthorne to Hennepin" by Clint Michigan, "Cosmic Love" by Florence and the Machine
- Note: Il titolo italiano è lo stesso di quello del primo episodio della quarta stagione. Il titolo originale potrebbe riferirsi alla canzone Blink Blink di Aceyalone.

## Mi piaci di più quando sei te stessa
- Titolo originale: I Like You So Much Better When You're Naked
- Diretto da: Donna Deitch
- Scritto da: Tony Phelan & Joan Rater

### Trama
Derek ha capito che Richard ha ricominciato a bere e prova a parlarne con Meredith, ma lei rifiuta di ascoltarlo. Meredith trova Alex e Lexie a letto insieme, proprio quando Izzie sta per ritornare a casa, con la speranza di riappacificarsi con Alex; spera di poter trovare lavoro in un ospedale vicino e di riuscire a superare le difficoltà del loro matrimonio, e scopre anche di essere completamente guarita dal cancro. Le cose non vanno però come si aspettava: Alex ha capito ormai di meritarsi di meglio di una moglie che scappa, e così Izzie decide di lasciare Seattle per sempre, nonostante le suppliche di Meredith. Il rapporto tra Teddy, Cristina e Owen si fa sempre più teso dopo che Teddy, ubriaca, rivela a Owen quello che le ha proposto Cristina alla fine dell'episodio precedente. Dopo aver scoperto che Richard intende effettuare, con l'assistenza di Meredith, un'operazione per la quale entrambi non sono pronti, Derek convince l'amico a dichiarare al consiglio di essere un alcolista e, quindi, l'operazione è svolta solo dalla Bailey. La sera Meredith mette in dubbio le motivazioni del marito al riguardo, rimproverandogli di averlo fatto più per diventare primario che per proteggere Richard, ma Derek le risponde che anche lei è stata egoista poiché sapeva che Richard non doveva operare, ma dato che voleva fare l'intervento era disposta a far finta di niente. Meredith non replica.
- Guest Star: Kim Raver (Dr. Teddy Altman), Jesse Williams (Dr. Jackson Avery), Mitch Pileggi (Jenkins), Dan Bucatinsky (Jeff), Paul Vogt (Aaron Mafrici).
- Musiche: "Everybody" by Ingrid Michaelson, "Something Bigger, Something Better" by Amanda Blank, "Oh Dear" by Brandi Carlile, "Your Side Now" by Trent Dabbs, "Better" by Matthew Mayfield.
- Riferimento del titolo: il titolo dell'episodio è ispirato all'omonimo titolo della cantante norvegese Ida Maria del 2008.

## Amore e fiducia
- Titolo originale: State of Love and Trust
- Diretto da: Jeannot Szwarc
- Scritto da: Stacy McKee

### Trama
Al suo primo giorno da Primario di Chirurgia ad interim, Derek deve affrontare una potenziale denuncia all'ospedale quando la paziente della Bailey e di Meredith si risveglia dall'anestesia nel bel mezzo di un intervento. La Bailey si infuria col nuovo anestesista, Ben Warren, accusandolo di essersi distratto, durante l'operazione, ma quando poi si scopre che la causa è da imputarsi ad una condizione genetica della donna, per cui ella metabolizza i farmaci anestetici molto più in fretta, resta il problema che la donna è terrorizzata da quanto accadutole. Quando ella si era svegliata in sala, Bailey era stata tanto sorpresa dalla cosa da farsi prendere apparentemente dal panico, a differenza di Meredith che è rimasta calma. Per questo, la paziente chiede che sia Meredith ad eseguire l'operazione. Bailey decide di accettare e di fare di supervisionare la specializzanda, durante l'operazione. In sala, Bailey e l'anestesista si chiariscono, anche se lei è troppo orgogliosa per chiedergli scusa apertamente. Intanto, Teddy si rifiuta di chiamare Cristina ad assisterla, ma se ne pentirà quando l'incarico lo affiderà a Jackson, mentre Arizona mette alla prova Alex in Pediatria, e Mark si rifiuta di parlare a Lexie. Richard deve compiere una scelta: andare in pensione per sempre, oppure entrare in un programma di recupero, dopo il quale potrebbe riottenere il suo lavoro. Al termine dell'episodio, Derek rassicura gli specializzandi di avere la sua fiducia; dopodiché riassume April Kepner per darle una seconda possibilità.
- Guest Star: Kim Raver (Dr. Teddy Altman), Jesse Williams (Dr. Jackson Avery), Nora Zehetner (Dr. Reed Adamson), Robert Baker (Dr. Charles Percy), Mitch Pileggi (Jenkins), Jason George (Dr. Ben Warren), Sarah Drew (Dr. April Kepner), Spencer Garrett (Jim), Chastity Dotson (Leslie).
- Musiche: "Bang Bang" by Melanie Fiona, "Do Do Do" by Nellie McKay, "In Knowing" by Swimming In Speakers, "I'm Still Dancing" by Minuit, "Wait Til You See My Smile" by Alicia Keys, "Yours" by Fay Wolf.
- Riferimento del titolo: il titolo di questo episodio fa riferimento a una canzone dei Pearl Jam.
- La voce narrante dell'episodio è quella di Derek Shepherd.

## Il massacro del giorno di San Valentino
- Titolo originale: Valentine's Day Massacre
- Diretto da: Stephen Cragg
- Scritto da: William Harper

### Trama
È il giorno di San Valentino, e l'ospedale deve occuparsi di decine di persone ferite dopo che il tetto di un noto ristorante romantico ha ceduto ed è crollato.
Derek cerca di gestire le sue responsabilità da primario ed è frustrato perché non tocca un bisturi da una settimana; Meredith deve lottare contro il suo nuovo "titolo" di moglie del Capo. 
Karev si occupa di un cameriere che vuole essere messo nella stessa stanza della paziente di Meredith; l'uomo infatti è da sempre innamorato della donna, ma non glielo ha mai confessato. La donna, che faceva finta di dormire, ma che in realtà ha ascoltato tutto, ha un malore ma si riprende subito e chiede del marito ancora sotto i ferri. Poco tempo dopo Karev avverte Derek che il cameriere ha un danno neurologico ed entrano in sala operatoria assistiti dalla Kepner. L'uomo però muore, mentre il marito della donna sopravvive.
Sloan ha deciso di dare il bambino in adozione, e viene obbligata da Callie a confessarlo a Mark; inaspettatamente l'uomo si offre di occuparsi lui del piccolo, ma la ragazza rifiuta; non vuole avere niente a che fare con il figlio, né vederlo crescere, quindi scappa. Lexie vuole voltare pagina dopo la rottura con Mark, ma capisce che deve andare più in profondo rispetto al solo tingersi i capelli di biondo; così in sala operatoria si fa avanti con coraggio proponendo un intervento d'avanguardia in una situazione in cui Owen e Mark avevano già gettato la spugna. Al termine della giornata, Lexie e Alex finiscono per avere un rapporto sessuale. 
La Bailey, spinta da Arizona, accetta di uscire con Ben, il suo anestesista. Teddy, benché ami ancora Owen e le manchi come amico, è disposta a fare dei passi indietro per non ostacolare la relazione di Owen con Cristina e la carriera di quest'ultima, che spesso si rivela essere la persona più adatta ad assisterla in sala operatoria.
- Guest Star: Kim Raver (Dr. Teddy Altman), Jesse Williams (Dr. Jackson Avery), Jason George (Dr. Ben Warren), Sarah Drew (Dr. April Kepner), Pamela Reed (Signora Banks), Leven Rambin (Sloan Riley), Brian George (Emile), Kelvin Brown (Frankie).
- Musiche: "Trick Pony" by Charlotte Gainsbourg, "The Magnificent Seven" by The Clash, "Shine Right Through" by Correatown, "In These Arms" by The Swell Season, "Starring" by Freelance Whales, "Islands" by The XX.
- Il titolo dell’episodio si riferisce all’omonimo brano dei Cocktail Slippers e massacro della banda del gangster George Bugs Moran compiuto dagli uomini di Al Capone a Chicago il 14 febbraio 1929.

## Come eravamo
- Titolo originale: Time Warp
- Diretto da: Rob Corn
- Scritto da: Zoanne Clack

### Trama
Derek organizza una conferenza, e Richard, la Bailey e Callie presentano a tutti i chirurghi dell'ospedale i casi del loro passato che più li hanno toccati. Bailey riflette sui primi giorni da tirocinante, in particolare sui propri: era una ragazza molto preparata, ma piuttosto timida. Da Richard Webber, già capo, apprende la lezione di dover essere uno squalo, in quanto a bravura, grinta e caparbietà, al fine di guadagnarsi i successi che merita. Callie ricorda un caso di poliomielite e Richard richiama alla mente un caso in cui lui ed Ellis Grey hanno lavorato su un paziente affetto da GRID, successivamente chiamata AIDS. L'episodio porta alla luce gli inizi della relazione tra Richard (J. August Richards) ed Ellis (Sarah Paulson) nel 1982. In altre sequenze, del 2004, vediamo com'era la Bailey prima di diventare "la Nazista", e Callie su un caso avvenuto poco prima di essere introdotta nel telefilm (in occasione di questo flashback si apprende che per festeggiare il successo di un caso, Callie aveva avuto un rapporto sessuale con Alex).
- Guest Star: Kim Raver (Dr. Teddy Altman), Jason George (Dr. Ben Warren), Sarah Paulson (giovane Ellis Grey), Gregg Henry (Dr. Gracie), Missi Pyle (Dr. Nicole Baylow), Jesse Williams (Dr. Jackson Avery), Ravi Kapoor (Sunder Atluri), J. August Richards (giovane Richard Webber), Rachel Nicks (Alicia Tatum), Ian Jensen (Philip), Steven W. Bailey (Joe).
- Musiche: "Always" by Switchfoot, "Maneater" by Hall & Oates, "Our Lips Are Sealed" by The Go-Go's, "When You Come Home" by Calahan, "Metropolis" by Faded Paper Figures, "Shape Up" by Total Babe, "Everywhere I Go" by Lissie.
- Riferimento del titolo: Time Warp è una canzone tratta dal The Rocky Horror Picture Show.
- La voce narrante dell'episodio è quella di Richard Webber.

## Succede tutto per caso
- Titolo originale: Perfect Little Accident
- Diretto da: Bill D'Elia
- Scritto da: Peter Nowalk

### Trama
Quando il famoso Harper Avery viene ricoverato al Seattle Grace-Mercy West, i chirurghi sono sorpresi di scoprire che lo specializzando Jackson è imparentato con lui, e le richieste del paziente per la sua operazione causano tensioni tra Derek e Richard. Intanto Callie e Arizona cercano di aiutare Teddy e Mark a dimenticare i loro passati amorosi e concedersi a nuove avventure. Alex e Lexie continuano ad avere occasionali rapporti sessuali.
- Guest Star: Kim Raver (Dr. Teddy Altman), Jesse Williams (Dr. Jackson Avery), Robert Baker (Dr. Charles Percy), Tess Harper (signor Nelson), Chelcie Ross (Dr. Harper Avery), Blake Bashoff (Elliott Meyer), Annie Fitzgerald (Kathy Nelson), Courtney Ford (Jill Meyer).
- Musiche: "Trick Pony" by Charlotte, "Gainsbourg Slippin" by Quadron, "You Can Keep 'em" by Ali Harter, "From The Woods!!" by James Vincent McMorrow, "Die Young" by The Sweet, "Serenades Untitled No. 3" by Ali Harter, "Diane" by Mike Doughty.
- Riferimento del titolo: Perfect Accident è una canzone di Jesse LaBelle.

## La scalata
- Titolo originale: Push
- Diretto da: Chandra Wilson
- Scritto da: Deborah Cahn

### Trama
Una paziente viene ricoverata al Seattle Grace per sottoporsi a un intervento ad alto rischio, e Richard e Owen si contendono l'opportunità di operarla. Ma la decisione spetta a Derek, che lascia il caso nelle mani di Owen. Intanto, la Bailey si prepara nervosamente a un altro appuntamento con Ben, il suo anestesista; in particolare chiede consigli a Callie sull'eventualità di avere un rapporto sessuale al terzo appuntamento. Quando è a casa di Ben, Miranda gli espone i propri dubbi e lui la rassicura in merito al proprio desiderio di fare sul serio e di lasciare, quindi, che le cose fra di loro avvengano nella loro naturalezza. Nel frattempo Mark chiede a Teddy di uscire, e lei accetta pensando che si tratti solo di qualcosa finalizzato alla sessualità; per questo malinteso, Mark riflette sul proprio modo di agire e decide di procedere in modo diverso dal suo solito invitando Teddy a un pranzo e a una passeggiata alla luce del sole per avere modo di conoscerla e di scoprire insieme con lei se possano avere un futuro insieme.
- Guest Star: Jason George (Dr. Ben Warren), Jesse Williams (Dr. Jackson Avery), Kim Raver (Dr. Teddy Altman), Diane Venora (Audrey), Dennis Boutsikaris (Don), Geoffrey Blake (Jim), Moon Unit Zappa (Kelly), Roshawn Franklin (Todd), Elizabeth Ho (Molly).
- Musiche: "Serve Them Well" by Swimming in Speakers, "L-O-V-E" by SugaRush Beat Company, "Tonight" by Emy Reynolds, "Worrisome Heart" by Melody Gardot, "Cold Summer" by Seabear.
- Riferimento del titolo: Push è una canzone di Enrique Iglesias e dei Matchbox Twenty.

## Morire non è facile
- Titolo originale: Suicide is Painless
- Diretto da: Jeannot Szwarc
- Scritto da: Tony Phelan & Joan Rater

### Trama
Quando la paziente di Teddy (Sara Gilbert) decide di smettere di lottare e di morire, la dottoressa si rivolge a Hunt per farsi aiutare nella decisione. Questa situazione fa ricordare a Hunt la sua vita durante la guerra e il suo rapporto con Teddy. Callie e Arizona hanno delle diverse opinioni sul loro futuro; la Torres vorrebbe un bambino, la pediatra no. Meredith si arrabbia con Derek quando capisce che le ha rubato uno dei suoi interventi; la verità è che a Derek manca operare, e Richard, che al contrario sta cercando di adattarsi a essere un semplice chirurgo, gli dà qualche consiglio. Dopo vari appuntamenti, provata dal caso di suicidio assistito, Teddy si apre a Mark e i due fanno l'amore.
- Guest Star: Kim Raver (Dr. Teddy Altman), Jesse Williams (Dr. Jackson Avery), Jason George (Dr. Ben Warren), Robert Baker (Dr. Charles Percy), Richard T. Jones (Capitano Dan), Sara Gilbert (Kim Allen), Sarah Drew (Dr. April Kepner), Derek Cecil (Sean Allen), Lance Barber (Phil), Zachary Knower (Nick Kelsey), Adam Kulbersh (Tommy).
- Musiche: "Holding Out for Love" by Ashtar Command, "Hold On" by Angus and Julia Stone, "Static Waves" by Andrew Belle, "Draw Your Swords" by Angus and Julia Stone, "Heaven" (feat. Natalie Merchant) by Brett Dennen, "Abandon Ship" by Sorry Kisses.
- Riferimento del titolo: il titolo di questo episodio fa riferimento all'omonima canzone che faceva da colonna sonora al film di guerra (in seguito diventato telefilm) degli anni sessanta MASH.
- La voce narrante in questo episodio è quella di Owen Hunt.

## Il mestiere del genitore
- Titolo originale: Sympathy for the Parents
- Diretto da: Debbie Allen
- Scritto da: Allan Heinberg

### Trama
Quando il fratello minore di Alex, Aaron, viene ricoverato al Seattle Grace-Mercy West con un'ernia, spetta allo stesso Alex ottenere l'approvazione della Bailey per un intervento pro bono. Aaron racconta di non vedere Alex da sette anni; i due, assieme a loro sorella, hanno avuto un'infanzia molto difficile, passata fra mille famiglie affidatarie per via del padre tossicodipendente e della madre con problemi psichiatrici. Intanto Richard opera con successo la signora Clark, una paziente, e Lexie ne informa il marito; ma quando la donna ha un ictus e Derek suggerisce di staccarle la spina, il signor Clark non ne vuole sapere e continua ad accusare i dottori di essere assassini. Meredith e Derek parlano di bambini, decidendo di provare ad averne uno. Arizona, dopo precedenti affermazioni sul non volere avere figli, acconsente a discutere la cosa con Callie, profondamente desiderosa di vivere l'esperienza della maternità. Teddy e Mark stanno avendo un rapporto sessuale quando vengono interrotti dal ritorno di Sloan: il bambino sta per nascere.
- Guest Star: Jesse Williams (Dr. Jackson Avery), Robert Baker (Dr. Charles Percy), Sarah Drew (Dr. April Kepner), Jake McLaughlin (Aaron Karev), Leven Rambin (Sloan Riley), Michael O'Neill (Gary Clark), Wendy Raquel Robinson (Gina Thompson), David Ramsey (Jimmy Thompson).
- Musiche: "You're Not Stubborn" by Two Door Cinema Club, "Remember Us" by Aqualung, "I Found You" by Luluc.
- Riferimento del titolo: Il titolo fa riferimento all'omonima canzone di Marilyn Manson.

## Amo, lenza e peccatore
- Titolo originale: Hook, Line and Sinner
- Diretto da: Tony Phelan
- Scritto da: Meg Marinis

### Trama
Teddy, Mark, Callie e Arizona aiutano la figlia di Mark, Sloan, a partorire e sostengono Mark nell'accettare la decisione di Sloan in merito all'adozione del bambino. Quando l'uomo propone a Sloan di stare da lui, nelle successive settimane, lei improvvisamente decide che forse il bambino vorrebbe tenerlo. Intanto Teddy vede l'invito da parte di Derek all'illustre cardiochirurgo Tom Evans come una minaccia per il proprio lavoro in ospedale, mentre Cristina ne è inizialmente entusiasta. Quando Cristina capisce che il nuovo arrivato potrebbe sostituire la sua mentore e non essere per lei un altrettanto valido insegnante, chiede a Owen di parlare con Derek perché assuma Teddy a tempo indeterminato come Primario di Cardiochirurgia, ma a sua insaputa, il discorso di Owen a Derek ha un contenuto opposto rispetto a quello che gli era stato chiesto dalla Yang. Alla fine, Derek dà il posto a Teddy; Mark è contento della notizia, perché ha bisogno di supporto in un momento così delicato. Meredith è infastidita dall'atteggiamento servile di April nei confronti di Derek. Callie e Arizona continuano a discutere in merito all'avere figli: per Callie, dietro al rifiuto della compagna si celano per forza dei traumi, mentre Arizona afferma che semplicemente è soddisfatta della propria vita così com'è. Lexie decide di rivendicare il proprio valore nel rapporto con Alex, il quale tendeva a svalutarla. Il caso principale dell'episodio è quello del capitano di un peschereccio, ferito da un amo da squalo. Inizialmente Mark sembra determinato seriamente ad adottare il figlio di Sloan, ma poi Derek e Callie lo mettono di fronte alla realtà su come si stia solo lasciando trasportare, perché Sloan non è pronta a fare la madre e ha proposto di tenere il bambino solo affinché lui non la abbandoni. Per questo Mark chiama la madre di Sloan e poi parla con la ragazza, convincendola che dare in adozione il bambino sia la cosa più giusta e rassicurandola che non importa cosa accada, per lei ci sarà sempre. Così, il bambino di Sloan viene dato in adozione e la ragazza torna a casa dalla madre.
- Guest Star: Sarah Drew (Dr. April Kepner), Jesse Williams (Dr. Jackson Avery), Leven Rambin (Sloan Riley), Scott Cohen (Dr. Tom Evans), Glenn Morshower (Walter), Nicholas Purcell (Doug).
- Musiche: "Traveler's Song" by The Future of Forestry, "Scattered Diamonds" by Hungry Kids of Hungary, "Everybody Loves You" by Jenn Grant, "Sunset & Echo" by Correatown, "Trapped In a New Scene" by Octoberman.
- Riferimento del titolo: il titolo fa riferimento a una canzone dei Texas In July.

## Il giorno della sensibilità
- Titolo originale: How Insensitive
- Diretto da: Tom Verica
- Scritto da: Shonda Rhimes e William Harper

### Trama
La Bailey tiene un corso ai dottori del Seattle Grace-Mercy West per invitarli ad avere una maggiore sensibilità sul lavoro, evitando battute sconvenienti e di cattivo gusto rivolte ai pazienti dell'ospedale. Questa sua decisione è presto spiegata: all'ospedale è ricoverato un paziente di 307 chili che ha un'infezione alla cute, ma che inizialmente non vuole essere operato proprio perché si ritiene un fallito a causa della sua mole. Hunt è arrabbiato con Derek perché quest'ultimo ha detto a Meredith della discussione avuta nell'episodio precedente e da lì il passaparola è arrivato a Teddy, che ora è convinta che sia stato Hunt a convincere Derek a farla restare (in realtà non è andata così, e lei ha mantenuto il posto solo perché l'altro candidato lo aveva rifiutato). Callie cura una paziente con problemi alla rotula, e quest'ultima incomincia a provarci con lei. Alex firma i documenti del divorzio da Izzie e decide di impegnarsi di più con Lexie, dopo che Meredith gli ha fatto capire che Lexie tiene molto a lui. Cristina si occupa di una bambina la cui madre sta subendo un'operazione al cuore, e le dice che potrebbe non sopravvivere. La situazione le fa tornare in mente il padre, morto quando era ancora piccola in un incidente. Per questo si sfoga in un lungo pianto con Owen. Callie torna a casa e Arizona le dice di avere finalmente trovato una casa alle Fiji per le vacanze, ma Callie le parla della ragazza conosciuta in ospedale e che non può fare a meno di pensare che da qualche parte ci sia un'altra donna che desideri avere un figlio insieme a lei. Entrambe sono molto tristi perché si amano ancora, ma vista la situazione decidono comunque di lasciarsi. Intanto Derek viene accusato di omicidio colposo dal signor Clark (episodio Sympathy for the Parents) dopo aver dato il permesso di staccare le macchine a sua moglie. L'avvocato dell'ospedale continua a rassicurare Derek che il caso non arriverà neanche in aula, dato che i medici hanno solo seguito le indicazioni della moglie, ma lui si sente comunque in colpa per la sofferenza che sta provando l'uomo. 
- Guest Star: Michael O'Neill (Gary Clark), Jesse Williams (Dr. Jackson Avery), Sarah Drew (Dr. April Kepner), Nora Zehetner (Dr. Reed Adamson), Robert Baker (Dr. Charles Percy), Jerry Kernion (Bobby Corso), Rosalie Ward (Signora Corso), Abigail McFarlane (Jamie Anders), Mia Barron (Lauren Turner), Alyssa Shafer (Kelly Temple).
- Musiche: "Make It Without You" by Andrew Belle, "One Day Soon" by Luluc, "Devil Tears" by Angus and Julia Stone, "Wonder" by Jack Savoretti, "Bless The Waves" by The Deer Tracks, "Be My Thrill" by The Weepies.
- Riferimento del titolo: How Insensitive è il titolo di una canzone di molti artisti: Frank Sinatra, Astrud Gilberto, Sting & Police, Diana Krall, Antônio Carlos Jobim, Iggy Pop, Shirley Bassey, Petula Clark, Sinead O'Connor, Olivia Ong, Tom Jobim, Vinícius de Moraes e Monkees.

## Persone felici
- Titolo originale: Shiny Happy People
- Diretto da: Ed Ornelas
- Scritto da: Zoanne Clack, Peter Nowalk

### Trama
Un anziano paziente vede una persona dopo lungo tempo, un vecchio amore (Marion Ross) che per una coincidenza è anch'essa al Pronto Soccorso per una frattura a un braccio, e i dottori si trovano coinvolti nella storia tra i due. Intanto, Karev si occupa di una giovane paziente Hayley (Demi Lovato), i cui genitori pensano sia schizofrenica, e Meredith rivela a Cristina i suoi sospetti su Owen, il che inevitabilmente tiene la mente di Cristina occupata. Il dottor Sloan rivela alla piccola Grey di essere ancora innamorato di lei. Alla fine dell'episodio Callie e Arizona si incontrano in ascensore, sono sole, si salutano, e appena Callie pronuncia il nome della "ex" Arizona si gira e la bacia ripetutamente.
- Guest Star: Jesse Williams (Dr. Jackson Avery), Sarah Drew (Dr. April Kepner), Nora Zehetner (Dr. Reed Adamson), Jason George (Dr. Ben Warren), Marion Ross (Betty Donahue), Demi Lovato (Hayley May), Alan Mandell (Henry Stamm), Emily Bergl (Trisha), Austin Highsmith (Amber Courier), Amy Farrington (Mary May), Jonathan Goldstein (Ken May).
- Musiche: "Do You Fancy Me" di Kerry Letham, "Ain't Nothing Like the Real Thing" del Cast, "American Stitches" di Richard Walters, "Shiny and Warm" dei Goldfrapp, "My Shadow" dei Keane, "Open Your Eyes" di Andrew Belle.
- Riferimento del titolo: Il titolo dell'episodio è un riferimento alla canzone dei R.E.M..

## Santuario (1ª parte)
- Titolo originale: Sanctuary (Part one)
- Diretto da: Stephen Cragg
- Scritto da: Shonda Rhimes

### Trama
Al Seattle Grace Hospital, Meredith ha scoperto di essere incinta e lo rivela subito a Cristina, anche lei felicissima. Dopodiché decide di andare da Derek per dare anche a lui la buona notizia, ma lo vede troppo impegnato e rimanda alla sera stessa; Cristina invece rompe con Owen perché non riesce ancora a decidere tra lei e Teddy.
La Bailey e il dottor Percy si occupano di una paziente (Mandy Moore) che ha bisogno di una trasfusione prima di essere operata, Arizona e Lexie preparano una bambina per un'appendicectomia e Alex e Callie un bambino con una frattura alla tibia. Infine Teddy, Owen e Jackson devono operare un uomo che ha avuto un incidente e a cui chi lo ha causato ha sparato non appena sceso dalla macchina per mostrare i documenti dell'assicurazione.
Intanto all'ospedale arriva Gary Clark, l'uomo che sta facendo causa all'ospedale per la morte della moglie, alla ricerca del primario: dopo aver chiesto ad Alex e a un infermiere dove trovarlo, domanda la stessa cosa a Reed, a cui spara in testa, uccidendola, non appena scopre che è un chirurgo; Alex arriva sulla scena e viene ferito, ma riesce a scappare e a rifugiarsi in un ascensore. April trova il cadavere dell'amica e corre a dirlo a Derek, il quale incomincia subito le procedure di evacuazione cercando di non creare agitazione nello staff e nei pazienti. Il signor Clark arriva all'accettazione, ma quando un'infermiera gli vieta di spostarsi nell'ospedale (come da procedura nei casi di emergenza), questi le spara, scatenando il panico.
Richard raggiunge l'ospedale e vede le macchine della S.W.A.T. che bloccano l'entrata, e viene a sapere dell'accaduto. Cristina e Meredith girano per l'ospedale, ignare di quello che sta succedendo finché Derek non le trova e dice loro di nascondersi. La Bailey è con la sua paziente quando Charles Percy arriva e le dice che l'uomo armato è sul loro piano, e ha ucciso una guardia; i tre si nascondono, ma Percy viene scovato facilmente e colpito gravemente all'addome, mentre la Bailey e la sua paziente si salvano, fingendo rispettivamente di essere un'infermiera e di essere morta.
Mark e Lexie trovano Alex e cercano di curarlo, ma il ragazzo continua a urlare per il dolore, rischiando di attirare il signor Clark; inoltre ha bisogno di una trasfusione, così Lexie va a cercare l'occorrente. Intanto Callie e Arizona radunano in una stanza i bambini ricoverati in pediatria, mentre Teddy e Owen cercano di portare il loro paziente appena operato al sicuro. Il signor Clark trova Derek, che sembra riuscire a farlo ragionare: quando però sta abbassando la pistola, April giunge alle spalle del primario, spaventando l'assassino e inducendolo a sparare a Derek, ferendolo al torace. Derek, ferito cade a terra, avrà un incontro ravvicinato con la morte.
- Guest Star: Jesse Williams (Dr. Jackson Avery), Sarah Drew (Dr. April Kepner), Nora Zehetner (Dr. Reed Adamson), Robert Baker (Dr. Charles Percy), Michael O'Neill (Gary Clark), Mandy Moore (Mary), Tom Irwin (Ufficiale Hancock), Ryan Devlin (Bill).
- Musiche: Kate Herzig - "Holding Us Back", Patrick Park - "How the Heart Grows Wicked", Mariah McManus - "Unarmed" - Andrew Belle - “In my veins”
- Riferimento del titolo: il titolo si riferisce alla canzone degli Iron Maiden.

## Vivere o morire (2ª parte)
- Titolo originale: Death and All His Friends (part two)

Derek svenuto sul ponte interno dell'ospedale dopo essere stato ferito da una pallottola sparata da Gary Clark.

- Diretto da: Rob Corn
- Scritto da: Shonda Rhimes

### Trama
Il signor Clark risparmia April. Meredith e Cristina intervengono subito per salvare Derek, dopo aver visto la scena da lontano, ma ha bisogno di un intervento. Intanto l'uomo trova Lexie, un'altra delle persone "che voleva vedere" perché ha staccato la spina a sua moglie: quando sta per spararle, viene a sua volta colpito da una squadra di poliziotti entrati nell'ospedale, ma riesce a fuggire. Lexie porta il sangue ad Alex ma questi, vaneggiando, la scambia per Izzie, chiedendole scusa per come siano andate le cose tra loro e di rimanere con lui. Callie e Arizona sono con la paziente dell'appendicite quando il signor Clark arriva: terrorizzate, gli danno delle bende per la ferita, e lui le risparmia. Derek peggiora, e Cristina decide di doverlo operare per poterlo salvare, ma vuole che Meredith e April stiano fuori dalla sala operatoria, l'aiuterà Jackson. Intanto, all'esterno dell'ospedale, Richard viene informato su chi si aggira con una pistola e riesce a entrare, proprio mentre Owen e Teddy raggiungono un luogo sicuro con il loro paziente; qui Owen capisce che Cristina è ancora all'interno e va a cercarla, scegliendo finalmente lei. Mark e Lexie vengono raggiunti dagli uomini della S.W.A.T. e Alex viene portato in un altro ospedale per essere operato dalla Altman.
La Bailey e la sua paziente aiutano Charles, e lo trascinano fino agli ascensori: quando sono qui, però, scoprono che sono stati messi fuori uso, e la Bailey entra in crisi incominciando a urlare e piangere. Quando si calma, Charles capisce che sta per morire, e la Bailey lo prende tra le sue braccia, dove si lascia andare e muore. Owen trova la sala dove Cristina sta operando Derek, e sembra rassicurante con Meredith: in realtà il signor Clark li ha trovati e minaccia Cristina con la pistola per farla smettere di operare, ma lei continua. A questo punto interviene Meredith, urla all'assassino di sparare a lei, la moglie del primario, ma così facendo spinge Cristina a smettere l'operazione, facendo morire Derek. Meredith è sconvolta, Owen cerca di prendere la pistola ma viene ferito dal signor Clark, che poi se ne va. In realtà, Jackson e Cristina hanno solo simulato la morte di Derek, e continuano l'operazione mentre Meredith e April si prendono cura di Owen. Richard trova il signor Clark nella camera dove è morta sua moglie, e riesce a indurlo a usare l'ultimo proiettile rimastogli per suicidarsi piuttosto che completare la propria vendetta. Meredith si sente male, ha dei forti dolori e April le dice che ha i pantaloni sporchi di sangue, ma Meredith continua a medicare Owen nonostante abbia capito di avere un aborto spontaneo in atto. Clark è morto e Derek sopravvive. Teddy opera Alex con successo, e Lexie corre da lui non appena si sveglia. Callie e Arizona si incontrando davanti alle ambulanze fuori dall'ospedale e si parlano. Pur di stare con Callie, Arizona acconsente ad avere dei figli e le due si baciano appassionatamente. Meredith è nello spogliatoio e sta per andare da Derek, ma prima prende il test di gravidanza fatto quella mattina e lo butta in un cestino.
- Guest Star: Jesse Williams (Dr. Jackson Avery), Sarah Drew (Dr. April Kepner), Robert Baker (Dr. Charles Percy), Michael O'Neill (Gary Clark), Mandy Moore (Mary), Tom Irwin (Ufficiale Hancock), Ryan Devlin (Bill).
- Musiche: Landon Pigg - "The Way it Ends", Andrew Belle - "In My Veins".
- Riferimento del titolo: Il titolo dell'episodio è un riferimento alla canzone dei Coldplay, Death and All His Friends.
- La voce narrante in questo episodio è quella di Derek Shepherd.